# Paul Du Brux
Paul Du Brux est un archéologue et militaire en Russie impériale.
Né le 31 août 1770 à Jamoigne et décédé le 1er août 1835 à Kertch, il est le fils de Célestin Du Brux (1739-1811), militaire ayant servit avec son fils en l'Armée de Condé. Après avoir servi dans les chasseurs bretons, puis dans l'Armée de Condé, il fouillait à partir de 1808, avec Ivan Blaramberg. Après de nombreuses fouilles dans la région de la mer Noire, il est connu pour ses fouilles à Koul-Oba, participait à la fondation du Musée d’archéologie de Kertch.